# علی‌اکبر مظاهری
علی‌اکبر مظاهری شرق‌شناس، تاریخ‌نگار و جامعه‌شناس (۱۲۹۳ تهران - ۱۳۷۰ شارتر فرانسه) زاده ایران و مقیم فرانسه بود که آثاری پیرامون ایران و تمدن اسلامی در فرانسه منتشر کرد. در روایت تاریخ، پیرو مکتب آنال بود. نینا ویکتوروونا پیگولوسکایا  کتاب «خانواده ایرانی در دوران پیش از اسلام» او را اثری مهم در زمینه مطالعه سیر تطور نهاد خانواده در ایران باستان توصیف کرده است.

## زندگی
مظاهری در تهران زاده شد و پس از گذراندن تحصیلات ابتدایی و متوسطه به‌سبب احراز درجهٔ ممتاز در دیپلم، با بورس دولتی به فرانسه اعزام شد.
تحصیلات خود را در دانشسرای سن کلو و شارتر (۱۳۱۱–۱۳۰۷) و دانشگاه سوربن ادامه داد.
در ۲۴ سالگی رسالهٔ دکتری در رشتهٔ جامعه‌شناسی را تحت عنوان خانوادهٔ ایرانی در ادوار پیش از اسلام زیر نظر پل فوکونه دفاع کرد.
وی همسر فرانسوی اختیار کرد و در روستایی در جنوب غربی فرانسه در طی جنگ جهانی دوم به پژوهش و کشاورزی می‌پرداخت.
پس از جنگ با سمت کارشناس نسخ خطّی فارسی وارد کتابخانه ملی پاریس شد.
در آنجا وی مجموعه‌ای از آثار عصر آل بویه را سامان داد. آشنایی وی با آن کتب دستمایهٔ تألیف کتاب زندگی روزمرهٔ مسلمانان در سده‌های میانه از سدهٔ دهم تا سیزدهم میلادی شد که از دیدگاه جامعه‌شناسی تاریخی و تاریخ علم به بررسی موضوع پرداخته‌است.
در سال ۱۳۲۶ عضو فرهنگستان بین‌المللی تاریخ علوم شد و مقالهٔ مهم معنی فلک ریزه دهر از نظر خیاّم را در نشریهٔ آرشیو بین‌المللی تاریخ علوم چاپ کرد. در ۱۳۲۸ عضو مرکز ملی تحقیقات علمی فرانسه شد.
در سال ۱۳۳۵ به‌عنوان مدّرس مدرسهٔ مطالعات عالیهٔ علوم اجتماعی برگزیده شد و بنا به دعوت سازمان یونسکو، بخش موسوم به «تاریخ ملل مسلمان در قرن نوزدهم» را در جلد پنجم تاریخ جهانی بشریت و مجموعه‌های مشابهی چون نقش اعراب (مسلمانان) در تاریخ جهانی علم به عهده گرفت.
در ۱۳۴۲ رسالهٔ دکتری دیگری، در حوزهٔ تاریخ علم، به دانشگاه پاریس ارائه داد که به مبادی ایرانی علم حساب معروف شد و در همین راه کتاب جبر و مقابلهٔ کوشیار گیلانی و محاسبات اعشاری شصت‌گانی' او را از زبان عربی به زبان فرانسوی ترجمه کرد و آن را با تعابیر علم ریاضی امروز تفسیر کرد.
در ۱۳۴۸، علاوه بر کتاب گنجینه‌های ایران دربارهٔ هنر و معماری ایران، در کتاب مقدمه‌ای بر تاریخ ایران بر اساس سیستم‌های علم حساب و سبمولیسم اعداد به مطالعهٔ تطبیقی تمدن‌های گوناگون با تمدن ایران پرداخت. روش این تحقیق، نسبت‌های متشابه (آنالوژی) مبتنی است.
در ۱۳۵۱ ترجمهٔ فرانسوی کتاب عربی انباط المیاه الخفیه (استخراج آب‌های نهانی) تألیف ۴۱۸ هـ. ق اثر ابوبکر کرجی مهندس و مسّاح ایرانی را در دانشگاه نیس در جنوب فرانسه به چاپ رساند. در همین زمینه مقالاتی به فارسی از وی در مجلاتی چون یغما، ارمغان و وحید منتشر می‌شد.
مقالات فرانسوی وی در نشریهٔ افکار شیعه، مجلهٔ نامهٔ ایرانی (از جمله مقاله‌ای در باب ناشناخته ماندن زردشت، و مقاله‌ای دیگر در باب مانی و عرفان گنوسی و دیگری در باب مزدک و کمونیسم ایرانیِ او)، مجله زمان و مجلهٔ آنال منتشر می‌شدند. غالباً در باب دستاوردهای فرهنگی و تمدنی مشرق‌زمین و نقش آن‌ها در توسعهٔ تاریخی اروپا بود که از آن جمله است مقاله‌ای در باب منشأ علم حساب (یا معدل) در میان رومیان بود.
مظاهری بین سال‌های ۱۳۵۲–۱۳۴۸ به تدریس «تاریخ ایران به لحاظ فرهنگی» در مدرسهٔ عالی علوم اجتماعی پاریس پرداخت، البته عنوان کلّی درس او پامیر تا فرات بود.
همسرش در ۱۳۵۵ درگذشت. سپس واژه‌نامهٔ اصطلاحات فلسفی فارسی را نوشت که تا کنون چاپ نشده‌است.
وی هرگز به ایران بازنگشت و در سال ۱۳۷۰ در شهر شارتر-فرانسه درگذشت.

## مکتب آنال در ایران
از حیث تاریخ‌نگری، می‌توان علی مظاهری را با نگارش کتاب جادهٔ ابریشم، نخستین مورخ آنالیست ایرانی دانست که نظریهٔ اروپامحورِ جادهٔ ابریشم را به چالش طلبیده بود. او در عوض مرکزیت جاده را به مشرق‌زمین یعنی جهان ایرانی و تمدن چینی برده و ضمن ارائهٔ سفرنامه‌های شرقی (ایرانی و چینی) با حواشی پرمغزی که بر آن‌ها زده، جایگاه ایران و جهان اسلام را در این میانه به تصویر کشیده‌است.
از حیث تاریخ‌نگاری، روش او به‌تدریج تکامل یافته و از تاریخ اجتماعی به سبک نسل اول و دوم مورخان فرانسوی مکتب آنال سرچشمه گرفته، با مطالعهٔ منابع و نسخ خطی فراوان ایرانی و اسلامی موجود در کتابخانه‌های اروپایی، به‌تدریج رنگ و بوی ایرانی و شرقی و بومی گرفته و در کتاب جادهٔ ابریشم خاصه در حواشی آن کتاب به کمال رسیده‌است. روش او به‌طور کلی ابداعی و نوین است. چنان‌که برخلاف سنن رایج در تاریخ‌نگاری ایرانی، به مطالعات بین‌رشته‌ای پرداخته و گسترهٔ وسیعی از منابع را اعم از تاریخی، جغرافیایی، و حتی ادبی و دیوان‌های شاعران و نیز کتب تاریخ علم را به عنوان منابعی قابل استفاده در تاریخ‌نگاری اقتصادی در نظر گرفته‌است.

### تألیف

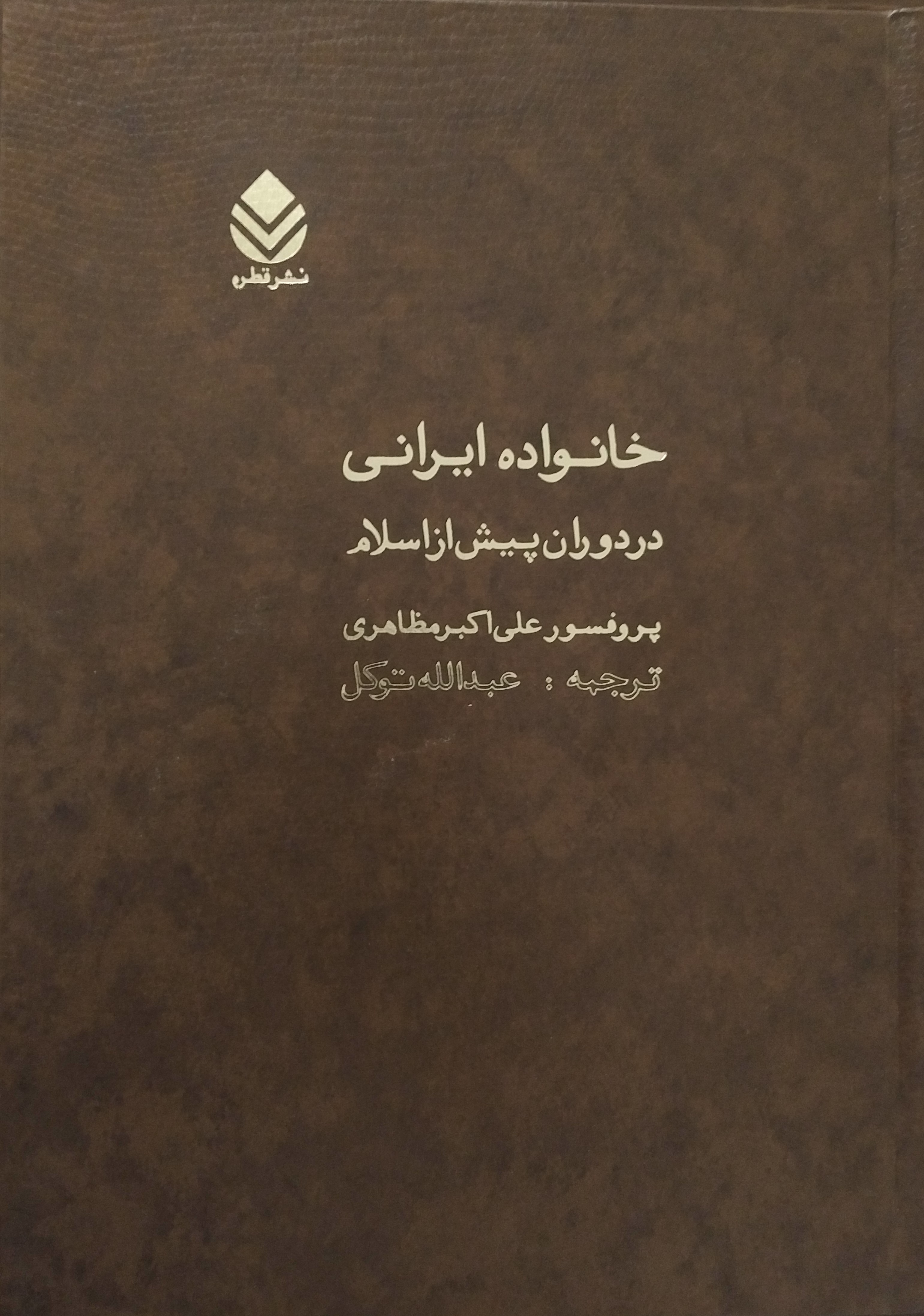
جلد کتاب خانواده ایرانی در دوران پیش از اسلام

- خانواده ایرانی در روزگار پیش از اسلام ۱۹۳۸[۷]
- زندگی روزمره مسلمانان در قرون وسطی ۱۹۴۹
- مقدمه‌ای بر تاریخ ایران ۱۹۶۹
- گنجینه‌های ایران ۱۹۷۰
- تاریخ ملل اسلام در قرن نوزدهم ۱۹۷۵
- جاده ابریشم، ۱۹۸۳

### ترجمه
- ترجمهٔ فرانسوی کتاب عربی انباط المیاه الخفیه (استخراج آب‌های نهانی) ابوبکر کرجی، ۱۹۷۲
- ترجمه از زبان عربی به زبان فرانسوی کتاب الجبر و المقابله کوشیار گیلانی، ۱۹۶۳